# Регламент про координацію систем соціального забезпечення
Регла́мент про координа́цію систе́м соціа́льного забезпе́чення  (Регламент (ЄС) № 883/2004) — нормативно-правовий акт, спрямований на запобігання ускладненням у сфері соціального забезпечення внаслідок міграції всередині Європейського Союзу. Регламент стосується резидентів ЄС, які працюють за межами своєї держави проживання або в більш ніж одній державі-члені ЄС. З 1 травня 2010 року Регламент замінює аналогічний Регламент (ЄЕС) 1408/71, який у 1971 році замінив перший — чинний з 1 жовтня 1958 року — аналогічний Регламент (ЄЕС) 3/58. Детальні правила застосування Регламенту (ЄС) 883/2004 містяться в Регламенті (ЄС) 987/2009 (як наступника Регламенту (ЄЕС) 574/72, який замінив Регламент (ЄЕС) 4/58).
Основний принцип цих правил полягає в тому, щоб уникнути підпорядкування мігрантів більш ніж одному національному соціальному законодавству (як держави проживання, так і держави роботи) за один і той самий період часу в результаті міграції. Це, у принципі, виключає подвійні зобов'язання зі страхування та сплати внесків, а також подвійні соціальні вимоги за один і той самий період. Правила також запобігають тому, щоб міграція не призвела до втрати накопичених (пенсійних) прав у державі-члені, з якої виїхав громадянин або в якій він припинив роботу. Під час транскордонних поїздок на роботу визначається одна держав-член ЄС, на яку поширюється соціальне законодавство. У принципі, це законодавство держави роботи, а у випадку декількох держав роботи — держава проживання, якщо особа також виконує значну частину всієї роботи в цій державі.
Поширене непорозуміння полягає в тому, що регламент також визначає, що і де є соціально застрахованим. Насправді це залежить від того, чи відповідає мігрант умовам страхування, передбаченим національним соціальним законодавством, яке застосовується до мігранта відповідно до Регламенту. Зазвичай, це вимагає працевлаштування (система для найманих працівників), але в деяких державах-членах ЄС для однієї або декількох галузей обов'язкового страхування (безробіття, тимчасова хвороба, довгострокова інвалідність, старість, смерть, сімейні (дитячі) виплати або надбавки та допомога у зв'язку з хворобою) існує також соціальна схема для самозайнятих осіб. У деяких державах існують обидві системи для однієї або декількох галузей або навіть (як другий або третій тип системи) так звана система резидентів. В останній системі не потрібно працювати як найманий працівник або самозайнята особа, щоб вже бути застрахованим. У Нідерландах, під терміном volksverzekering, така система резидентів поширюється на страхування по старості (AOW), на випадок смерти (ANW), на медичне страхування (AWBZ і ZVW) та на сімейне страхування. Остання галузь включає не лише допомогу на дитину (AKW), але хоча це не соціальне страхування також нідерландські законодавчі схеми у сфері допомоги по догляду за дитиною, бюджету, пов'язаного з дітьми, і TOG відповідно до правил координації, встановлених нормативно-правовими актами. На додаток до цих національних схем страхування, у Нідерландах також існує система страхування працівників для інших галузей соціального забезпечення, а саме: безробіття (WW), непрацездатності (WAO, WIA), хвороби (як зобов'язання роботодавця продовжувати виплачувати заробітну плату в разі хвороби, так і збереження основної частини ZW у разі вагітності/пологів, закінчення роботи під час хвороби або хвороби під час безробіття осіб, які мають право на WW). Прикладом, коли координація регулювання служить своїй меті, є ситуація, коли резидент Нідерландів їде на роботу в одну з сусідніх держав (транскордонний працівник). На основі національного страхування він нестиме відповідальність за страхування та сплату внесків на національне страхування в країні свого проживання в Нідерландах. Але він також був би таким для тих самих страхових галузей за національним законодавством держав, де працює мігрант, з системою для найманих працівників для тих самих страхових галузей, оскільки мігрант там працює. Без узгодження це означатиме подвійні внески на один і той самий дохід. А також, наприклад, подвійні сімейні виплати на одну і ту ж дитину, оскільки один з батьків отримує їх як резидент держави проживання, а інший як працівник держави роботи.

## Принципи
Підсумовуючи, правила призначення в Розділі II регламенту застосовують такі принципи:
- На мігранта поширюється лише законодавство однієї держави-члена, і це, в принципі, законодавство держави-члена, в якій він працює або яка виплачує допомогу по тимчасовій хворобі чи безробіттю (принцип держави працевлаштування). Однак, якщо ви працюєте за кордоном як державний службовець або військовослужбовець, на вас поширюється законодавство держави відправлення (держави-члена, де ви служите, тобто де знаходиться (державний) роботодавець (принцип місця розташування), навіть якщо у вас є приватний додатковий дохід у державі працевлаштування.
- Майже в усіх інших випадках люди застраховані в державі свого проживання (принцип країни проживання).

### Робота у двох державах
Якщо один – як найманий працівник або самозайнята особа – одночасно працює в більш ніж одній державі-члені, принцип держави проживання замінює принцип держави працевлаштування, за винятком випадків, коли людина не виконує жодної роботи або принаймні менше 25% усієї роботи, у державі проживання. У цьому випадку принцип місця проживання застосовується до найманих працівників, а законодавство держави-члена, де він переважно працює, застосовується до самозайнятої особи.

## Особливі положення щодо окремих видів пільг
Розділ III регламенту містить спеціальні положення щодо певних видів пільг.

### Медичне страхування
Наприклад, для Нідерландів це включає Закон про допомогу у разі хвороби (Ziektewet), Закон про медичне страхування (Zorgverzekeringswet), AWBZ і Допомогу на медичне обслуговування (Zorgtoeslag). У більш загальному плані ця глава стосується всіх допомог у разі хвороби або вагітности.
Якщо особа проживає в іншій державі, ніж та, де вона застрахована згідно з основними правилами, наведеними вище, вона все одно має право на медичну допомогу в державі проживання. Держава проживання повинна ставитися до них так, як якщо б вони були застраховані в державі проживання, і може вимагати відшкодування витрат від іншої держави. Це стосується застрахованої особи та членів її сім'ї.